# Sporn (Vogel)
Der Sporn (Plural: Sporne oder Sporen), veraltet Hinterknorren, bezeichnet ein Horngebilde bei Vögeln. Bei einigen Vogelgruppen (wie den Wehrvögeln, Sturzbachenten, Sporngänsen und dem Spornkiebitz) ist es am Flügelbug ausgebildet, bei anderen dagegen am Mittelfuß (Calcar metatarsale, dem Lauf). Zur zweiten Gruppe zählen viele Arten der Hühnervögel, wie die männlichen Vögel (Hähne) der Familie der Fasanenartigen (z. B. Haushahn, Truthahn). Hier ist der Sporn durch einen Knochenzapfen (Processus calcarius) am Tarsometatarsus gestützt. Bei einigen wenigen alten Hühnerrassen wie beispielsweise dem Sumatra sind Hähne überwiegend mehrspornig.
Der Sporn wird als Verteidigungswaffe eingesetzt.
Anhand des Sporns kann man bei Vögeln das Alter schätzen: je länger der Sporn desto älter der Vogel.

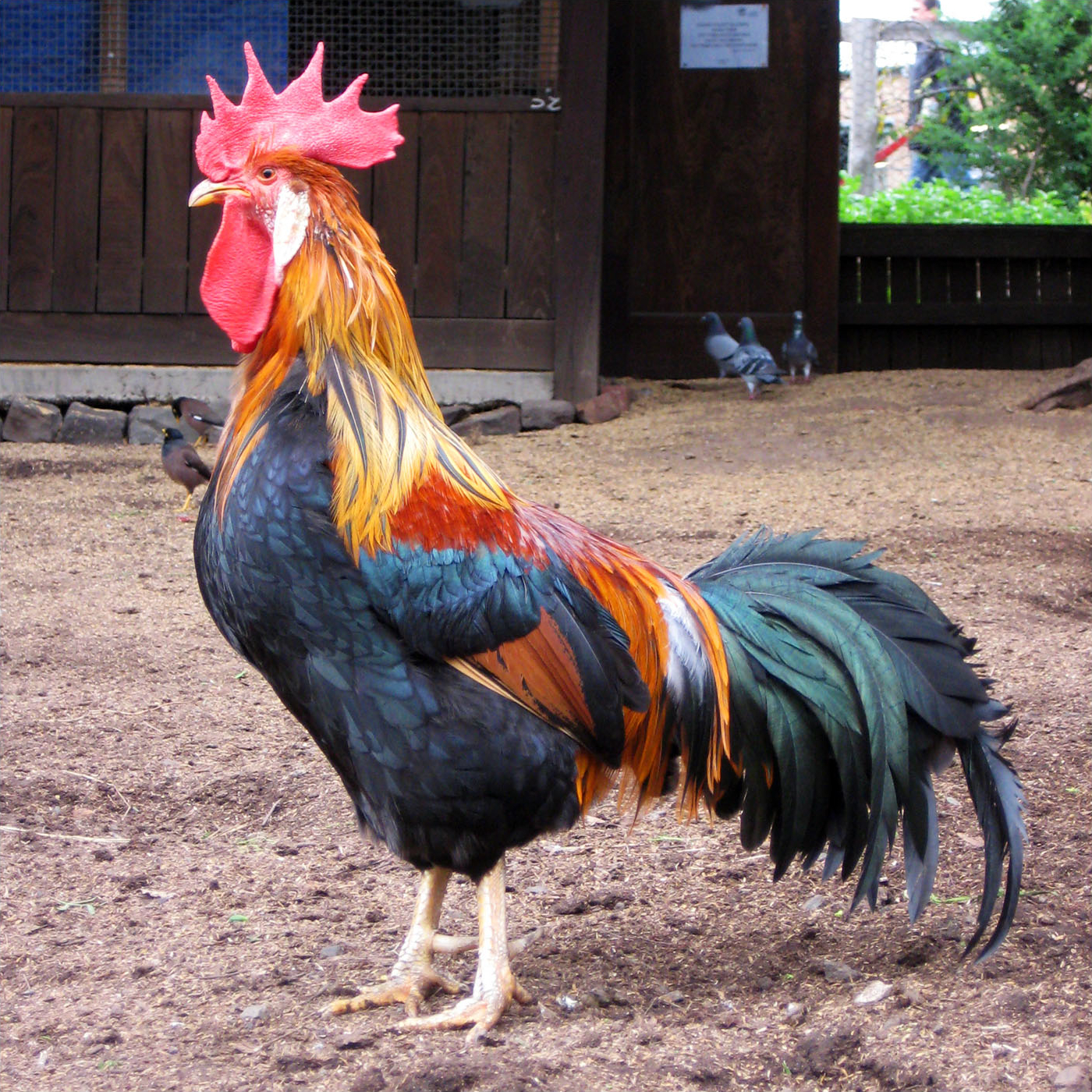
♂ Haushuhn (Gallus gallus domesticus)
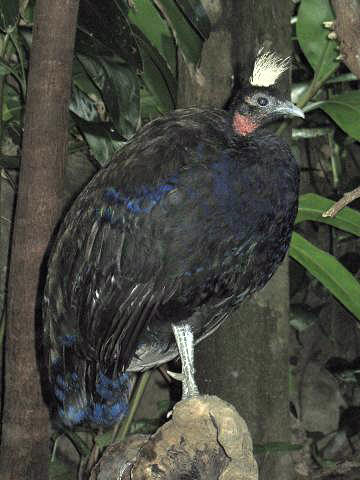
Kongopfau (Afropavo congensis)
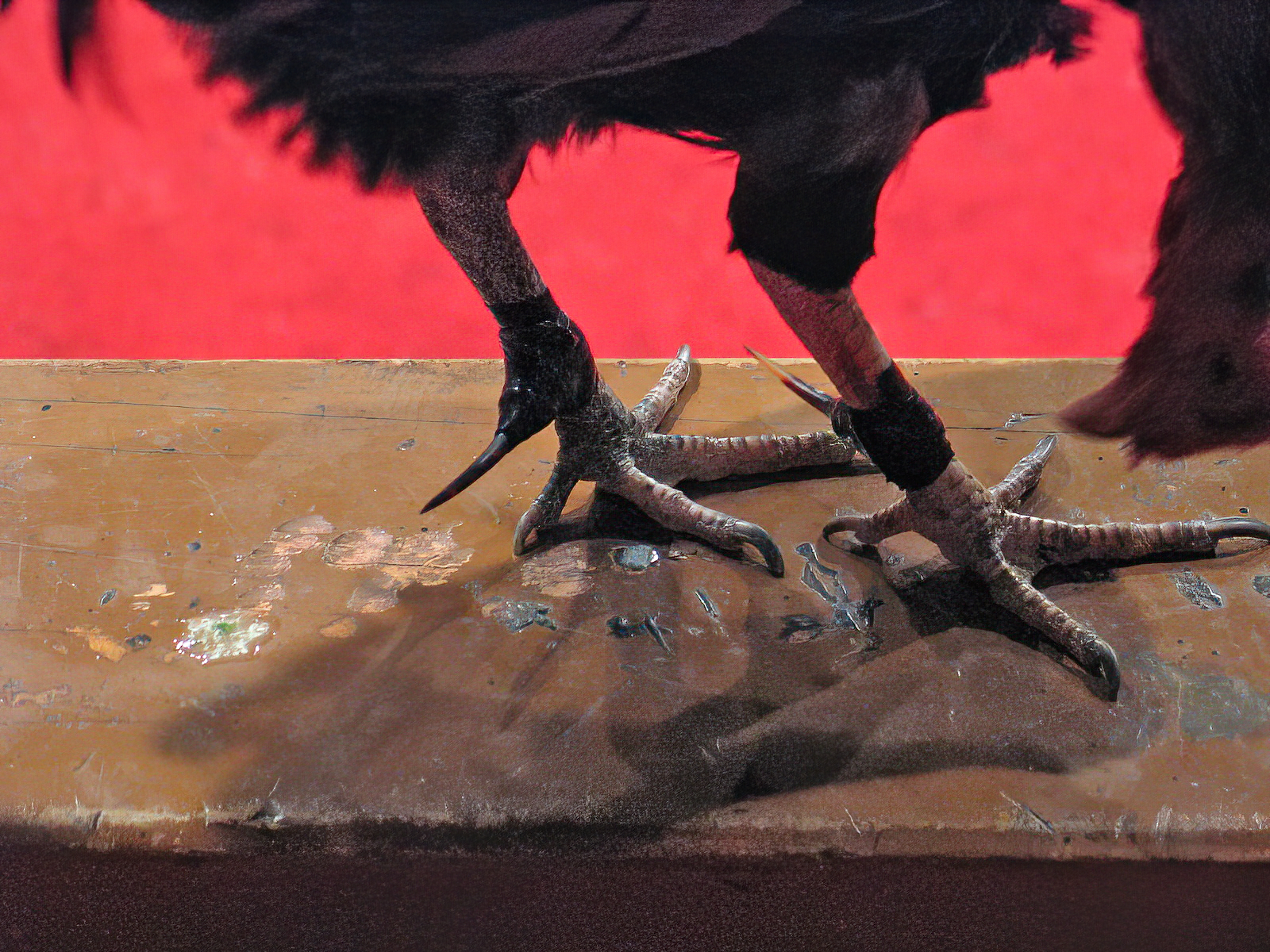
Kampfhahn, mit Isolierband bandagierte künstliche Sporne (Ecuador)